# Резике, Рихард
Рихард Резике (24 июля 1845, Берлин — 21 июля 1903) — германский политический деятель и предприниматель.

## Биография
Рихард Резике родился в семье богатого торговца текстилём. С 1856 по 1861 год учился во Французской гимназии в Берлине, завершил среднее образование во Франкфурте в 1864 году. В том же году его отец приобрёл пивоваренный завод в Берлине и назначил его коммерческим директором подразделения ручной варки пива. С 1867 года Резике-сын был совладельцем завода и начал расширять бизнес. В 1871 году он преобразовал завод в акционерное общество и, получая стабильный доход, начал приобретать другие заводы, в том числе в 1891 году в Кройцберге и в 1896 году в Десса (герцогство Ангальт). Отличался гуманным отношением к рабочим, введя на своём предприятии страхование от несчастных случаев. С 1883 по 1896 год был ассоциированным членом имперского бюро по страхованию. Скончался через несколько недель после выборов от последствий тяжёлой операции. Похоронен в усыпальнице на кладбище св. Петра.
В 1884 году был выставлен партией Liberale Vereinigung, выделившейся из национал-либеральной и впоследствии примкнувшей к прогрессистам, кандидатом в рейхстаг, но без успеха; то же повторилось в 1887 году, когда против него веди агитацию справа национал-либералы, обвинявшие его в тяготении к социализму, слева — газета Евгения Рихтера, за сочувствие его правительственному военному проекту. В 1890 году он был избран как «дикий», при поддержке свободомыслящих и национал-либералов; переизбран в 1893, 1898 и 1903 годах. В социальных вопросах он иногда оценивался как самый крайний из всех тогдашних политиков, не принадлежащих к социал-демократической партии. За это Штумм, Крупп и другие представители интересов буржуазии ненавидели его еще больше, чем социал-демократов, так как видели в Р. отступника, перебежчика. Относясь отрицательно к конечным целям социал-демократии и к её интернационализму, Резике видел в ней во всяком случае меньшее зло, чем в реакционерах, и в известных случаях отстаивал союз с ней. В декабре 1902 года официально присоединился к Свободомыслящему Союзу.
Работы его авторства: «Arbeiterschütz» (Дессау, 1887); «Rückblick auf die Verhandlungen des Reichstages, betreffend die Erhöhung der Brausteuer am 10—11 Jan. 1893» (Дессау, 1893).